# Rowena Paraan
Rowena Paraan är en filippinsk journalist. Hon har tidigare arbetat på Philippines Center for Investigative Journalism. Hon är ordförande för National Union of Journalists där hon sedan länge leder ett program för skydd av journalister. Hon har undersökt en massaker på 32 journalister i Ampatuan, utförd 23 november 2009. Hon driver Bayan Mo iPatrol Mo, ett forum där vanliga människor uppmanas berätta om orättvisor i samhället.